# Consonante dorsal
Las consonantes dorsales son aquellas que son articuladas con el dorso o parte media de la lengua, en comparación con las consonantes coronales (que se producen con la parte anterior de la lengua, incluyendo el ápice y la lámina) y las consonantes radicales (articuladas con la raíz, en la parte posterior de la boca o en la faringe). 
El dorso de la lengua puede tomar contacto con la parte más ancha de la bóveda palatina, ya sea en el paladar duro (consonantes palatales), en el velo o paladar blando (consonantes velares), o en la úvula (consonantes uvulares). Las diferencias entre unas y otras no son siempre claras, por lo que en ocasiones se añaden ulteriores precisiones, como prepalatal, prevelar, o postvelar. 
Dado que el ápice puede curvarse para hacer contacto con el paladar duro al producir consonantes retroflejas, se denomina también dorsopalatales a aquellas consonantes producidas por el contacto del dorso y el paladar.
Ejemplos de consonantes dorsales pueden ser la plosiva velar sorda /k/ o la plosiva velar sonora /g/. En español el sonido más común representado por la letra j es dorsal (la fricativa velar sorda [x]), así como el alófono intervocálico fricativo de /g/ (la fricativa velar sonora /ɣ/). 